# Tigre blanco

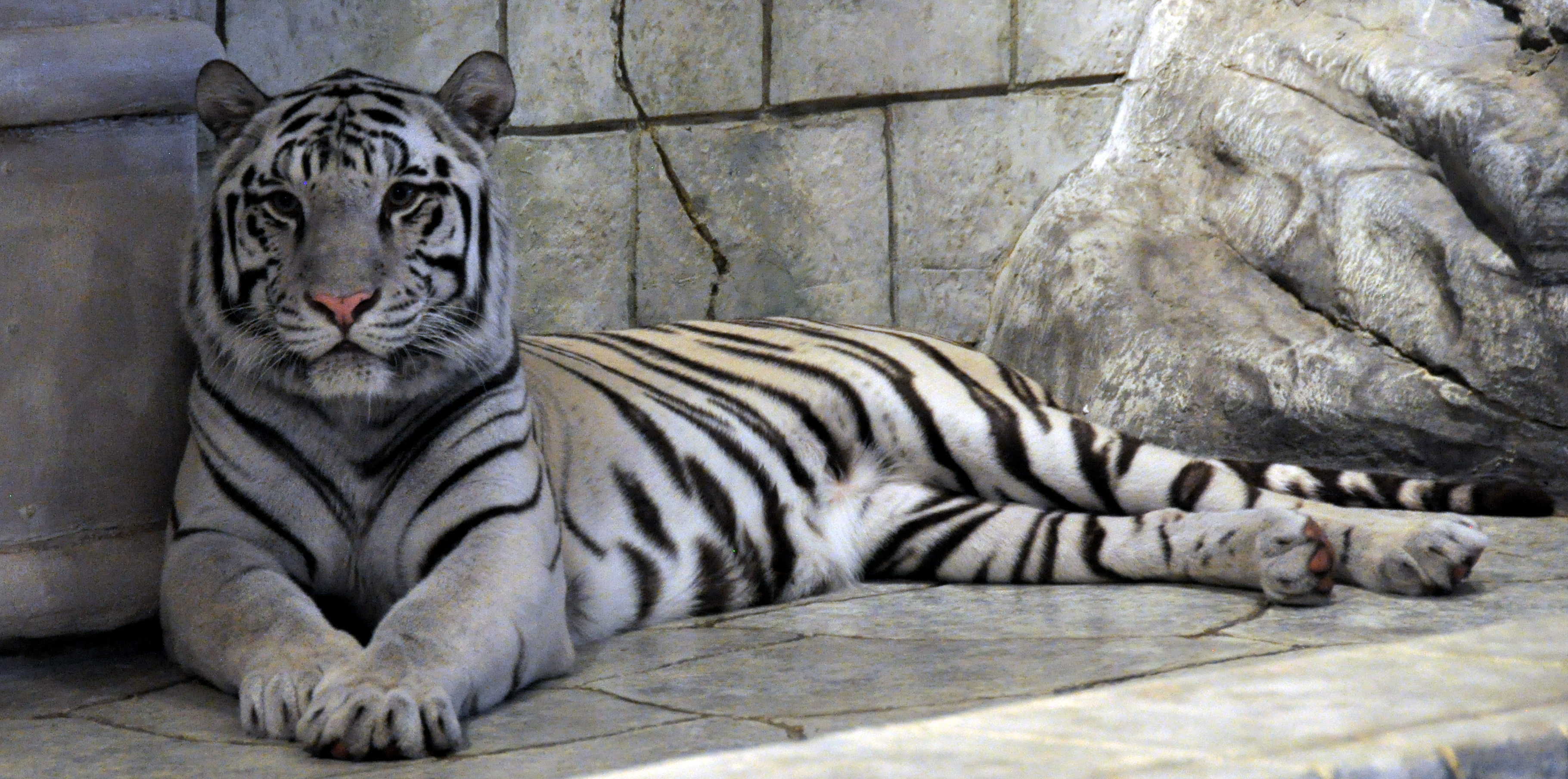
Tigre blanco en el Houston Aquarium

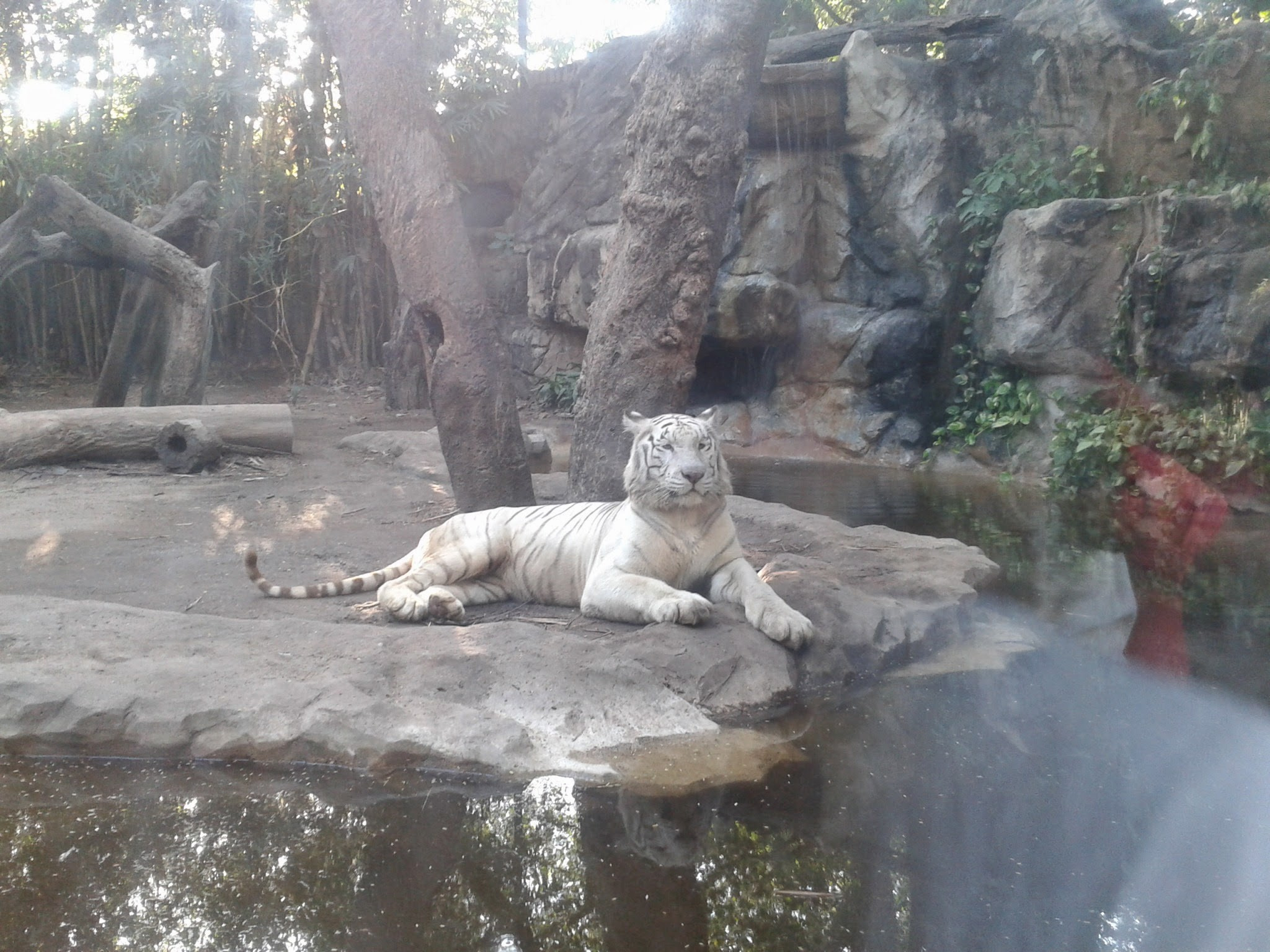
Tigre en el zoológico de Barranquilla

El tigre blanco, también conocido como tigre albino, es un ejemplar  de tigre (panthera tigris) con una condición genética que casi elimina el pigmento de su coloración, normalmente naranja, aunque las rayas negras no se ven afectadas. Esto ocurre cuando un tigre hereda dos copias del gen recesivo para la coloración pálida: nariz rosa, ojos color azul, y piel de color blanca crema con rayas negras, grises o de color café claro.
El tigre blanco es un animal carnívoro y se alimenta de cualquier presa que esté a su alcance, especialmente ciervos, búfalos de agua, cabras, ganado y jabalíes.
En el caso de no encontrar este tipo de animales entonces comerá otros, ya sean anfibios, insectos, aves, peces, monos e incluso elefantes jóvenes.
Prefiere cazar a sus presas en solitario y de noche para que su color no lo delate y sus presas huyan.
Los tigres blancos no constituyen una subespecie separada y son fértiles con los tigres naranjas, aunque todas las crías resultantes serán heterocigotos por el gen recesivo, y su coloración será naranja. La única excepción sería si el progenitor naranja fuese también un tigre heterocigoto con gen recesivo para coloración pálida, lo que le daría un 25 % de probabilidad de ser recesivo para blanco o 50 % heterocigoto para naranja y 25 % para homocigoto naranja.
Comparado con los tigres naranja sin el gen blanco, los tigres blancos tienden a ser más grandes tanto en el nacimiento como en su máximo tamaño de adulto. Esto puede haberles dado una ventaja a pesar de su coloración inusual.
Los tigres blancos generalmente son de la subespecie del tigre de Bengala (Panthera tigris tigris) o del tigre siberiano (Panthera tigris altaica),[cita requerida] aunque hay datos históricos de aparición en varias subespecies más.[cita requerida] Actualmente, varios cientos de tigres blancos están en cautiverio alrededor del mundo, con cien de ellos en India, y su cantidad está en aumento. La población actual[¿cuándo?] incluye a tigres de Bengala puros e híbridos de Bengala y siberiano, pero es incierto si el gen recesivo del blanco vino sólo de los de Bengalas o de los siberianos.
La coloración inusual de los tigres blancos les ha hecho populares en los zoológicos y en espectáculos de animales exóticos. Los magos Siegfried y Roy son famosos por haber criado y entrenado tigres blancos para sus números, refiriéndose a ellos como «tigres reales blancos», tal vez por la asociación del tigre blanco con el majarás de Rewa (India).
Es un mito que los tigres blancos no prosperan en la vida salvaje, donde pequeños grupos se han criado blancos por generaciones.
A. A. Dunbar Brander escribió en Animales salvajes en India Central (de 1923):

Los tigres blancos aparecen ocasionalmente. Hay crianza regular de estos animales en la vecindad de Amarkantak, en el empalme del estado de Rewa y de los distritos de Mandla y Bilaspur. Cuando estuve por última vez en Mandla en 1919, había una tigresa y dos o tres cachorros. En 1915 se capturó a un macho en el estado de Rewa y fue mantenido en confinamiento. Una descripción excelente de este animal por Mr. Scott de la policía india fue publicada en el vol. 27, núm. 47, de la Revista de Historia natural de la Sociedad de Bombay.
A. A. Dunbar Brander

Sin embargo, la mayoría de los tigres blancos son actualmente criados en cautiverio, mediante endogamia, para asegurar la presencia del gen recesivo. Tal endogamia puede, ocasionalmente, conducir a defectos de nacimiento.
- Datos: Q643213
- Multimedia: White tigers / Q643213